# 프랑크푸르트 중앙역
프랑크푸르트 중앙역(독일어: Frankfurt (Main) Hauptbahnhof 프랑크푸르트 (마인) 하웁트반호프[*])은 독일 헤센주 프랑크푸르트암마인에 있는 철도역이다. 프랑크푸르트 (오데르)에 위치한 철도역과 구분하기 위해 (마인)을 붙여 보통 Frankfurt (Main) Hbf 등으로 축약되어 안내된다. 프랑크푸르트 중앙역은 독일에서 가장 이용객이 많은 역이며, 유럽 각지로 향하는 열차편이 모이는 기점이기도 하다.

## 역사

### 역사가 생기는 과정
19세기 말엽, 프랑크푸르트에는 서쪽, 북쪽, 남쪽으로 뻗어나가는 노선의 철도 터미널역이 다음과 같이 분산되어 있었다. 이들 역은 모두 현재의 빌리-브란트 광장 근처에 있었다.
- 1839년에 만들어진 비스바덴까지를 연결하는 타우누스 철도의 타우누스역
- 1848년에 만들어진 다름슈타트, 하이델베르크, 만하임까지를 연결하는 마인-넥카 철도의 마인-넥카역
- 1852년에 만들어진 카셀까지를 연결하는 마인-베저선의 마인-베저역 (후에 1860년 프랑크푸르트-홈부르크 철도가 공동 사용으로 들어오게 됨)

이들 역을 합쳐서 1888년 8월 18일 만들어진 것이 현재의 프랑크푸르트 중앙역이다. 초기의 이름은 Centraal Bahnhof Frankfurt였으나, 시간이 지나며 Centraal Bahnhof를 Hauptbahnhof로 정리하였다.
19세기 중반부터 후반에 걸쳐 승객이 꾸준히 증가하다보니 1866년에 역을 통일시키려는 계획이 세워졌다. 맨 처음에는 34개의 승강장을 가진 초대형역이 계획되었으나, 초대형역 계획은 폐지되었고 계획은 18개의 승강장으로 감축되었다. 우편 및 수하물 취급은 지하에서 하는 것으로 결정하였으며, 시 의회는 역을 도시에서 먼 곳에 위치하는 것으로 결정하였다. 새 역사는 위의 세개 역사에서 1 km 정도 서쪽에 들어서게 되었으며, 승강장은 세 개의 철골-유리 지붕으로 덮어 마무리하였다.

### 이후 확장
1924년에는 두개의 신축 홀이 기존 홀의 양단에 추가되면서 승강장 수가 24개로 늘어나게 되었다. 제2차 세계 대전의 공습으로 역사의 일부가 손상되었으나 이후 복구되었다. 1956년에는 역사 내의 모든 철도가 전철화되었으며, 1년 후에는 유럽에서 가장 큰 신호장이 들어서게 되었다.
1971년에는 U반이 개통되었으며, 1978년에는 S반을 위한 지하 역사가 완성되었다. 2002년부터 2006년까지는 지붕의 재개장 공사가 이루어졌다. 신호장은 2005년 후반기에 이설되었으며, 재설치하는 과정에서 역사 진입 속도를 60 km/h까지 고속화하도록 배선 리모델링도 실시하였다.

## 건축물

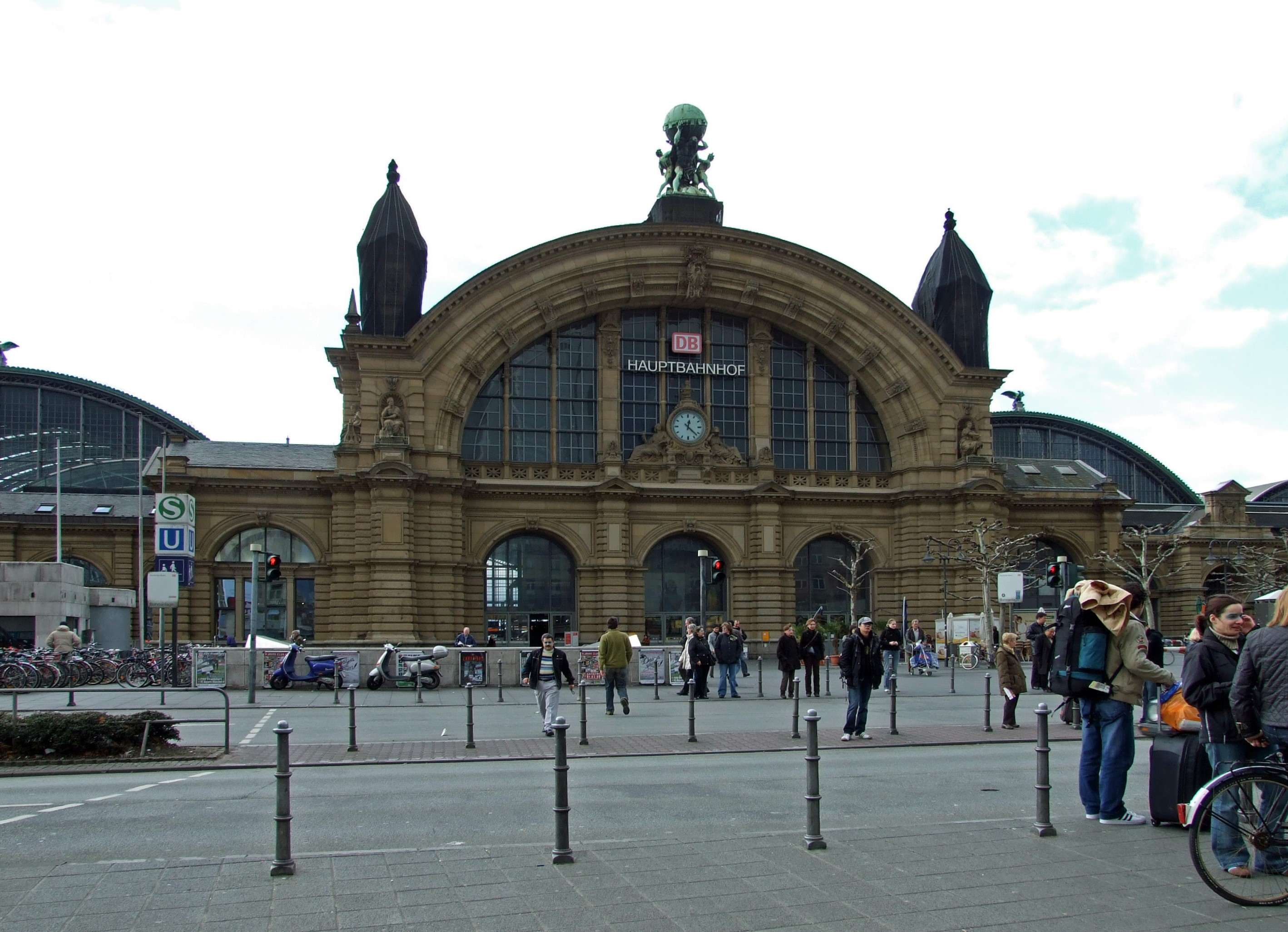
역 외관

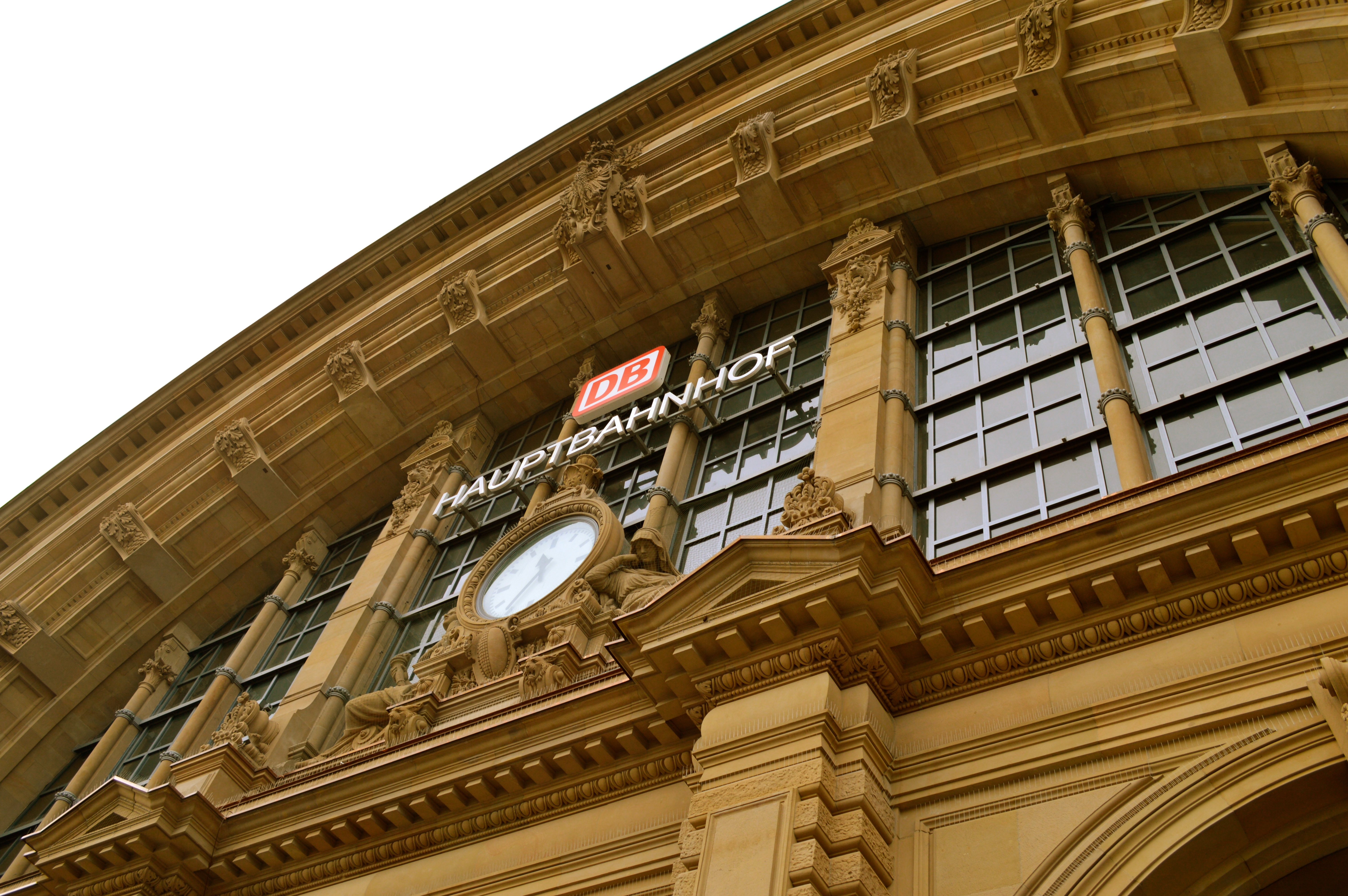
프랑크푸르트 중앙역 전면의 건축 세부사항

역의 외관은 승강장(perron)과 대합실(vestibule)로 나뉜다. 1888년에 지어진 부분에는 네오 르네상스 양식으로, 1924년에 추가된 바깥쪽 두 개의 홀은 신고전주의 양식을 따르고 있다. 역의 동쪽 외관에는 "주간"과 "야간"을 상징하는 동상이 있는 커다란 시계가 있다. 시계의 앞부분에는 Hauptbahnhof(중앙역)라는 단어와 독일철도 로고가 있다.
대합실 지붕에는 어깨에 세계를 지탱하는 아틀라스의 동상이 있다. 이 경우에는 철과 증기를 나타내는 두 개의 우화 그림이 그려져 있다.

## 운영 정보
- 총 궤도수: 120개
- 여객 궤도수: 26개 (본선 24개, 지선 2개)
  - 지상: 노면전차역 3개 (각 2개 선로)
  - 지하: S반 4, 슈타트반 4 (3개 사용중)
- 정규 열차 (슈타트반 & 노면전차 제외)
  - 342 장거리열차, 290 지역열차
- (일일) 승객수: 350,000명

### 역 구조
지상에 25선의 두단식 승강장을 가지고 있는 터미널역이다. 지하에는 각각 프랑크푸르트 U반과 라인-마인 S반을 위한 터널이 있으며, 각각 2면 4선(U반역의 1선은 여객 미취급)으로 구성되어 있다. 또, 역사 앞에는 전차 노선의 역사가 세워져있다.
승강장 번호는 지상역이 1에서 24까지, 지하 S반역이 101에서 104까지로 매겨져있다.
역의 터미널 구조는 20세기 후반부터 모든 열차가 방향을 바꾸고 역에서 출발하여 목적지까지 계속 가야하기 때문에 몇 가지 독특한 문제를 제기했다. 이것은 긴 방향전환 시간을 유발하고, 승객을 해당 좌석의 반대 방향으로 배치한다. 이를 변경하려는 여러 시도가 있었다. 프랑크푸르트 21(Frankfurt 21)이라는 마지막 프로젝트는, 역 전체를 지하에 놓고 터널과 동쪽을 연결하여 터미널 구조의 단점을 피하는 것이었다. 이것은 마천루를 짓기 위한 건물 지대로 현재 선로에 사용된 영역에 대한 토지 상공 사용권을 판매함으로써 조달될 것이지만, 이것은 곧 비현실적임이 입증되며 프로젝트는 포기되었다.
프랑크푸르트 중앙역은 일본 외에서 3번째로, 독일에서 가장 많이 이용객이 많은 역이다.

## 역 주변
역사 동쪽으로 도심이 시작되며, 역사 정면 방향으로 카이저 거리가 뻗어나간다.

## 인접역

### 인터시티익스프레스
| 리트선 · 하노버-뷔르츠부르크 고속선                             | 리트선 · 하노버-뷔르츠부르크 고속선 | 리트선 · 하노버-뷔르츠부르크 고속선      |
| --------------------------------------------------------------- | ----------------------------------- | ---------------------------------------- |
| 만하임 중앙 뮌헨 방면 취리히 방면                               | ICE 11 · 12                         | 카셀 빌헬름스회헤 베를린 방면            |
| 프랑크푸르트 공항 비스바덴 방면 만하임 중앙 바젤 SBB 방면       | ICE 20                              | 카셀 빌헬름스회헤 킬 방면                |
| 만하임 중앙 슈투트가르트 방면                                   | ICE 22                              | 카셀 빌헬름스회헤 함부르크 방면          |
| 쾰른-라인-마인 고속선 · 마인-슈페사르트선                       |                                     |                                          |
| 프랑크푸르트 공항 킬 방면                                       | ICE 31 바이에른 방면                | 뷔르츠부르크 뮌헨 방면 레겐스부르크 방면 |
| 프랑크푸르트 공항 도르트문트 방면                               | ICE 41                              | 아샤펜부르크 뮌헨 방면                   |
| 프랑크푸르트 공항 도르트문트 방면                               | ICE 91                              | 뷔르츠부르크 빈 방면                     |
| 프랑크푸르트 공항 쾰른 방면 암스테르담방면 브뤼셀 방면          | ICE 48 · 78 · 79                    | 시·종착역                                |
| 쾰른-라인-마인 고속선 · 리트선                                  |                                     |                                          |
| 프랑크푸르트 공항 킬 방면                                       | ICE 31 스위스 방면                  | 만하임 중앙 바젤 SBB 방면                |
| 시·종착역                                                       | ICE · TGV 82 · 84                   | 만하임 중앙 파리 · 마르세유 방면         |
| 마인선 · 라인-넥카선 · 킨치히 계곡선                            |                                     |                                          |
| 프랑크푸르트 공항 비스바덴 방면 다름슈타트 중앙 자르브뤼켄 방면 | ICE 50                              | 풀다 마그데부르크 방면 드레스덴 방면     |
| 다름슈타트 중앙 취리히 방면                                     | ICE 87                              | 시·종착역                                |

### 인터시티
| 마인-넥카선 · 마인-베저선                                            | 마인-넥카선 · 마인-베저선 | 마인-넥카선 · 마인-베저선           |
| -------------------------------------------------------------------- | ------------------------- | ----------------------------------- |
| 다름슈타트 중앙 콘스탄츠 방면                                        | DB IC 26                  | 프리트베르크 오스트제바트 빈츠 방면 |
| 다름슈타트 중앙 오스트제바드 빈츠 방면 드레스덴 방면 잘츠부르크 방면 | IC 50 DB IC · EC 62       | 시·종착역                           |
| 마인선 · 프랑크푸르트-하나우선                                       |                           |                                     |
| 프랑크푸르트 공항 함부르크 · 킬 방면                                 | DB IC · EC 31             | 하나우 파사우 방면                  |

### 지역 열차
| 타우누스 철도선              | 타우누스 철도선                    | 타우누스 철도선                                                                   |
| ---------------------------- | ---------------------------------- | --------------------------------------------------------------------------------- |
| 시·종착역                    | RMV RE 20 RMV SE 10 · 12 · 20      | 회흐슈트 림부르크 방면 노이비트 방면 쾨니히슈타인 방면                            |
| 홈부르크선                   |                                    |                                                                                   |
| 시·종착역                    | RMV SE 15                          | 바트 홈부르크 브란드오베른도르크 방면                                             |
| 마인-베저선                  |                                    |                                                                                   |
| 시·종착역                    | RMV RE 30 · 40 RMV SE 30 · 32 · 40 | 프리트베르크 카셀 방면 지겐 방면 트라이자 방면 니다 방면 딜렌부르크 방면          |
| 시·종착역                    | RMV SE 34                          | 바트 필벨 글라우부르크 슈토크하임 방면                                            |
| 프랑크푸르트-하나우선        |                                    |                                                                                   |
| 시·종착역                    | RMV RE 50 · RB 55                  | 프랑크푸르트 남 풀다 방면 야사펜부르크 방면                                       |
| 시·종착역                    | RMV RE 55 · 64 RMV SE 50           | 오펜바흐 중앙 뷔르츠부르크 방면 그로스-움슈타트 비벨스바흐 방면 배흐터스바흐 방면 |
| 마인-넥카선                  |                                    |                                                                                   |
| 시·종착역                    | RMV RE 60 RMV SE 60                | 다름슈타트 만하임 방면 하이델베르크 방면                                          |
| 시·종착역                    | RMV SE 61                          | 드라이아이히-부흐슐라크 디부르크 방면                                             |
| 마인-넥카선 · 오덴발트선     |                                    |                                                                                   |
| 시·종착역                    | RMV SE 65                          | 다름슈타트 북 에르바흐 방면                                                       |
| 리트선                       |                                    |                                                                                   |
| 시·종착역                    | RMV RE 70                          | 그로스 게라우-도른베르크 만하임 방면                                              |
| 시·종착역                    | RMV S7                             | 니더라드 리트슈타트 고델라우 방면                                                 |
| 마인선 · 프랑크푸르트 공항선 |                                    |                                                                                   |
| 시·종착역                    | RMV RE 80                          | 프랑크푸르트 공항 자르브뤼켄 방면                                                 |

### 지하 S반역
| 마인-란선 · 프랑크푸르트 도심 터널선   | 마인-란선 · 프랑크푸르트 도심 터널선 | 마인-란선 · 프랑크푸르트 도심 터널선  |
| -------------------------------------- | ------------------------------------ | ------------------------------------- |
| 그리스하임 비스바덴 방면               | RMV S1                               | 타우누잔라게 뢰더마르크 오버로덴 방면 |
| 그리스하임 니더하우젠 방면             | RMV S2                               | 타우누잔라게 디첸바흐 방면            |
| 홈부르크선 · 프랑크푸르트 도심 터널선  |                                      |                                       |
| 갈루스바르테 바트 조덴 방면            | RMV S3                               | 타우누잔라게 다름슈타트 방면          |
| 갈루스바르테 크론베르크 방면           | RMV S4                               | 타우누잔라게 랑엔 방면                |
| 갈루스바르테 프리트리히스도르프 방면   | RMV S5                               | 타우누잔라게 남역 방면                |
| 마인-베저선 · 프랑크푸르트 도심 터널선 |                                      |                                       |
| 갈루스바르테 프리트베르크 방면         | RMV S6                               | 타우누잔라게 남역 방면                |
| 마인선 · 프랑크푸르트 도심 터널선      |                                      |                                       |
| 니더라드 비스바덴 · 마인츠 방면        | RMV S8                               | 타우누잔라게 하나우 방면              |
| 니더라드 비스바덴 방면                 | RMV S9                               | 타우누잔라게 하나우 방면              |

### 지하 U반역
| 프랑크푸르트 U반 동서선                | 프랑크푸르트 U반 동서선 | 프랑크푸르트 U반 동서선                |
| -------------------------------------- | ----------------------- | -------------------------------------- |
| 페스트할레/메쎄 보켄하이머 바르테 방면 | RMV U4                  | 빌리-브란트 플라츠 엔크하임 방면       |
| 시·종착역                              | RMV U5                  | 빌리-브란트 플라츠 프로인게스하임 방면 |

## 같이 보기
- 라인-마인 S반
- 프랑크푸르트 지하철
- 프랑크푸르트암마인 노면전차